# Saunemin
Saunemin és una població dels Estats Units a l'estat d'Illinois. Segons el cens del 2000 tenia 456 habitants.

## Demografia
Segons el cens del 2000, Saunemin tenia 456 habitants, 155 habitatges, i 121 famílies. La densitat de població era de 800,3 habitants/km².
Dels 155 habitatges en un 43,2% hi vivien nens de menys de 18 anys, en un 66,5% hi vivien parelles casades, en un 5,2% dones solteres, i en un 21,9% no eren unitats familiars. En el 19,4% dels habitatges hi vivien persones soles el 9,7% de les quals corresponia a persones de 65 anys o més que vivien soles. El nombre mitjà de persones vivint en cada habitatge era de 2,94 i el nombre mitjà de persones que vivien en cada família era de 3,39.
Per edats la població es repartia de la següent manera: un 33,6% tenia menys de 18 anys, un 7,7% entre 18 i 24, un 29,6% entre 25 i 44, un 19,3% de 45 a 60 i un 9,9% 65 anys o més.
L'edat mediana era de 32 anys. Per cada 100 dones de 18 o més anys hi havia 107,5 homes.
La renda mediana per habitatge era de 45.536 $ i la renda mediana per família de 46.071 $. Els homes tenien una renda mediana de 35.000 $ mentre que les dones 21.591 $. La renda per capita de la població era de 15.439 $. Aproximadament el 5,7% de les famílies i el 6,5% de la població estaven per davall del llindar de pobresa.

## Poblacions més properes
El següent diagrama mostra les poblacions més properes.